# Kōsa
Kōsa (甲佐町?, Kōsa-machi) è una cittadina giapponese della prefettura di Kumamoto.